# Агиос Йоанис (окръг Лимасол)
Агиос Йоа̀нис (на гръцки: Άγιος Ιωάννης) е село в Кипър, окръг Лимасол. Според статистическата служба на Република Кипър през 2001 г. селото има 396 жители.
Намира се на 30 км северно от Лимасол.